# Marjan Shaki

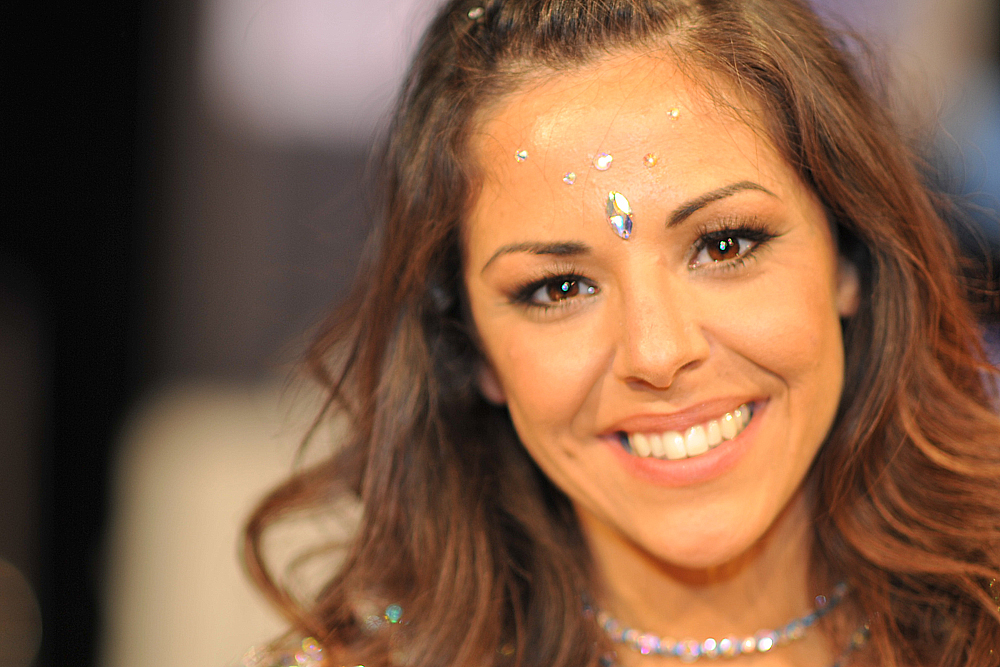
Marjan Shaki (2013)

Marjan Shaki (* 7. Oktober 1980 als Marjan Pätzoldt in Hamburg) ist eine deutsche Musicaldarstellerin und Sängerin.

## Leben und Karriere
Marjan Shaki ist die Tochter des deutschen Politologen, Organisationsberaters und Verlegers Björn Pätzoldt und der iranischen Schriftstellerin Torkan. 2000 beendete Marjan Shaki ihre Ausbildung an der Stage School of Music, Dance and Drama in Hamburg. Während des Studiums sammelte sie erste Bühnenerfahrungen u. a. bei Die Schule von Uznach in der Opera Stabile Hamburg. Danach wirkte sie bei verschiedenen TV-Produktionen als Sängerin, Schauspielerin und Moderatorin mit und hatte diverse Soloauftritte bei Musicalgalas.
Ihre ersten festen Engagements erhielt sie 2001 bei Tanz der Vampire in Stuttgart als alternierende Sarah, 2002 im Raimundtheater in Wien in der Rolle der Rosanna im Fendrich-Musical Wake up, 2004 in der Rolle der Mistress im Musical Evita in Bozen und 2005 bei der deutschsprachigen Uraufführung von Romeo und Julia im Wiener Raimundtheater als Julia.
2007 spielte sie in Tanz der Vampire In Concert neben Thomas Borchert, Gernot Kranner und Lukas Perman die Rolle der Sarah.
In der Japan-Tour von Elisabeth (März bis Mai 2007) wirkte sie im Ensemble und als Helene von Wittelsbach mit. Im Anschluss an diese Tour gab sie mit Lukas Perman zwei Exklusiv-Konzerte in Osaka und ein Konzert in Tokio sowie im Februar 2008 vier weitere Konzerte im Billboard Live in Osaka. Im Mai 2008 folgte eine Konzert-Reihe in Kooperation mit den Vereinigten Bühnen Wien unter dem Titel Wien Musical Concert im Umeda Arts Theater Osaka, Japan.
Im November 2008 war sie im Rahmen des Wiener Volkstheaters unter der Regie von Andy Halwaxx in der Bühnenfassung von Fellinis La Strada in den Bezirken zu sehen.
Während einer erneuten Japantournee stand sie im Rahmen der Konzertreihe Love Legends im April 2009 mit ihren Kollegen Asato Shizuki, Wataru Kuzuki, Kanata Irei, Máté Kamarás und Lukas Perman in Osaka und Tokio auf der Bühne.
Von September 2009 bis Juni 2011 stand Marjan Shaki als Sarah im Musical Tanz der Vampire von Roman Polański im Wiener Theater Ronacher auf der Bühne. Ab November 2013 war sie in der Grazer Oper als Prinzessin Jasmin im Musical Aladdin und die Wunderlampe von Robert Persché zu sehen.
Marjan Shaki arbeitet auch für Film und TV.
Sozial engagiert sich Marjan Shaki u. a. für die Aktion Menschen für Menschen. Zwischen 2010 und 2014 initiierte sie gemeinsam mit ihrem Partner Lukas Perman im Ronacher Wien vier Benefiz-Galas für die Erdbebenopfer in Haiti. Bei der ersten Gala 2010 traten neben den beiden Initiatoren Künstler wie Rainhard Fendrich, Wolfgang Ambros, Alexander Göbel, Uwe Kröger, Thomas Borchert, Maya Hakvoort, Die Echten, Martin Grubinger and the Percussive Planet Ensemble sowie andere unentgeltlich auf. Bei den drei weiteren Galas 2011, 2013 und 2014 wirkten namhafte Musical-Darsteller und Tänzer, Orchester, Techniker, Masken- und Kostümbildner der Vereinigten Bühnen Wien unentgeltlich mit.
Bei der ersten Gala 2010 wurden Spenden zugunsten der Organisation Nachbar in Not gesammelt. Der gesamte Verkaufserlös der zweiten Gala 2011 konnte zugunsten der von Sean Penn gegründeten Hilfsorganisation J/P HRO Haitian Relief Organization und der österreichischen Hilfsorganisation Power of Hope von Daniela Tröster und Karl Pumper gespendet werden. Der Verkaufserlös der Galas von 2013 und 2014 ging erneut an die J/P HRO.
Für ihre Haiti-Hilfsaktionen wurde Marjan Shaki gemeinsam mit ihrem Partner Lukas Perman auf der Wohltätigkeits-Gala „life goes on“ in der Wiener Hofburg Ende November 2011 mit dem TARA Award in der Kategorie Internationales soziales Engagement ausgezeichnet.
Im März 2012 veröffentlichte Marjan Shaki gemeinsam mit Lukas Perman eine CD mit deutschsprachigen Aufnahmen wie Balladen, Pop und Schlager.

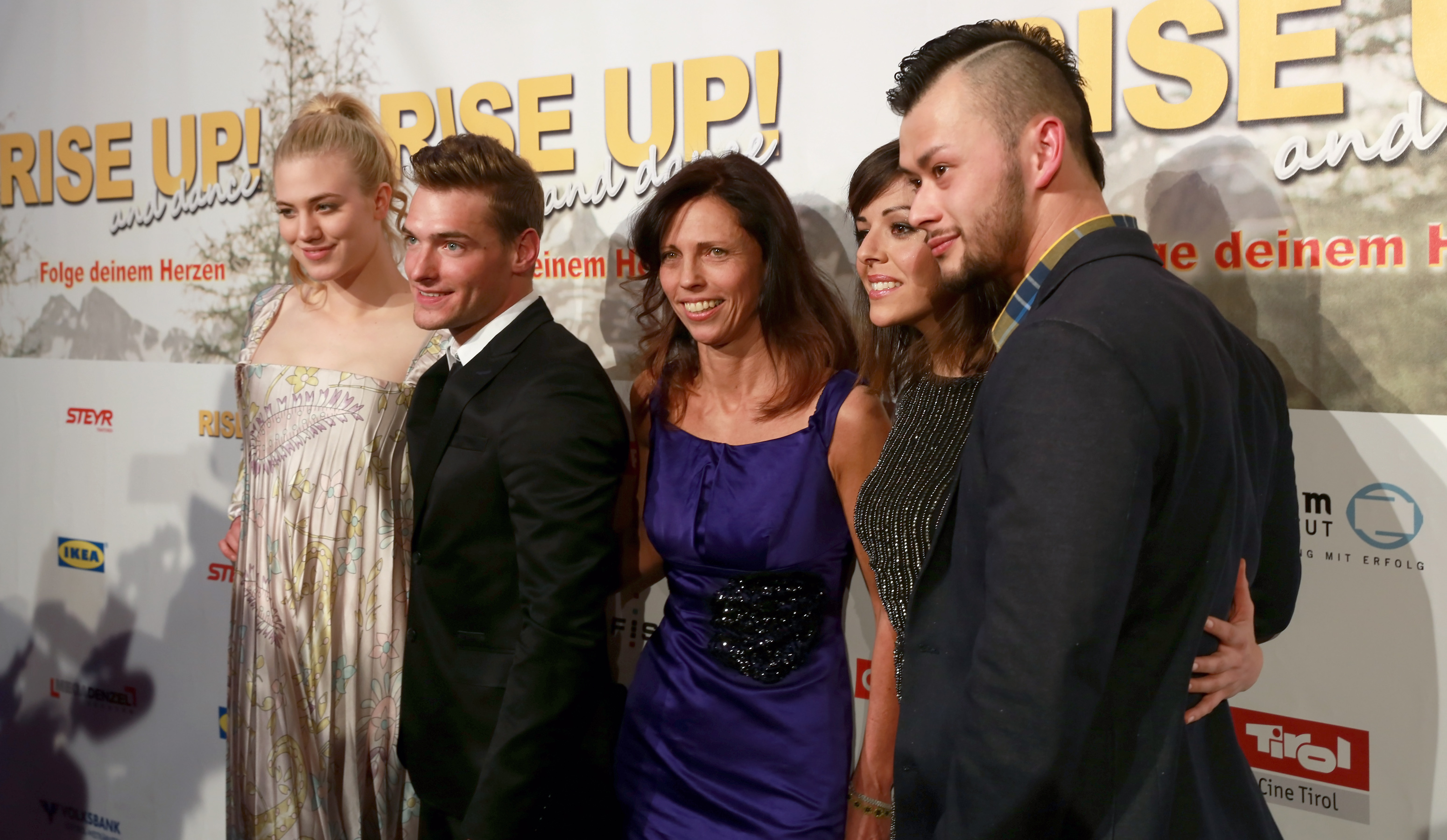
Marjan Shaki mit Regisseurin Barbara Gräftner und den Darstellern Larissa Marolt, Vinzenz Wagner und Lukas Plöchl bei der Premiere von Rise Up! And Dance (2014)

2013 wirkte sie – genauso wie ihr Partner Lukas – in der achten Staffel von Dancing Stars mit. Sie tanzte gemeinsam mit Willi Gabalier und erreichte im Finale den 2. Platz.
Im Sommer 2013 drehte sie gemeinsam mit Lukas Plöchl und Vinzenz Wagner den Tanz-Kinofilm Rise Up! And Dance, der im März 2014 in die Kinos kam.
Seit März 2016 ist sie im Raimund Theater in Wien als Eva Perón im Musical Evita zu sehen.

## TV-Produktionen
- 2002: Die Rettungsflieger – Regie: Thomas Jacobs
- 2008: Und ewig schweigen die Männer – Regie: Xaver Schwarzenberger
- 2008: Schnell ermittelt – Regie: Michi Riebl
- 2009: Der Winzerkönig – Regie: Claudia Jüptner
- 2014: Rise Up! and Dance – Regie: Barbara Gräftner

## Diskografie
- Marjan Shaki liest Die goldenen Schuhe von Vicky Baum. Wien : Verlags-Gruppe News, 2007, ISBN 978-3-86604-518-7
- Luft und Liebe (2012)

## Auszeichnungen
- 2019: Goldenes Ehrenzeichen für Verdienste um die Republik Österreich[7]